# Bruce Braley

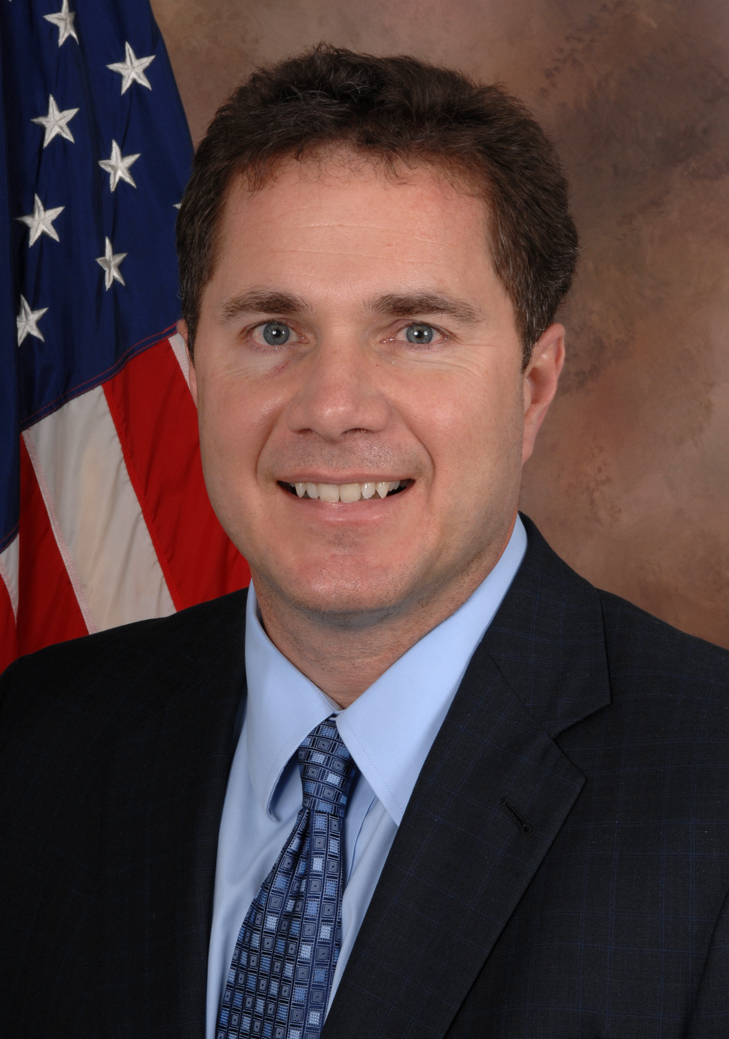
Bruce Braley

Bruce Braley, född 30 oktober 1957 i Grinnell, Iowa, är en amerikansk demokratisk politiker. Han representerade delstaten Iowas första distrikt i USA:s representanthus från 2007 till 2015.
Braley avlade 1980 kandidatexamen vid Iowa State University och 1983 juristexamen vid University of Iowa. Han arbetade därefter som advokat.
Kongressledamoten Jim Nussle ställde inte upp till omval i kongressvalet i USA 2006. Braley vann valet och efterträdde Nussle i representanthuset i januari 2007.